# Suður-Múlasýsla
Suður-Múlasýsla è una contea islandese, situata nella regione di Austurland. Questa contea ha una superficie di 3.980 km² e, nel 2006, aveva una popolazione di 5 285 abitanti. Le principali risorse economiche della contea sono l'agricoltura e il turismo. Il capoluogo della contea è Fjarðabyggð.

## Municipalità
La contea è situata nella circoscrizione del Norðausturkjördæmi e comprende i seguentie comuni:
- Breiðdalshreppur
- Djúpavogshreppur
- Fljótsdalshérað
- Fjarðabyggð